# Perissus sinho
Perissus sinho är en skalbaggsart som beskrevs av Aleksandr Sergeievich Danilevsky 1992. Perissus sinho ingår i släktet Perissus och familjen långhorningar. Inga underarter finns listade i Catalogue of Life.